# NGC 4212
NGC 4212 es una galaxia espiral floculante con actividad LINER, ubicada a unos 53 millones de años luz de distancia en la constelación Coma Berenices. La galaxia fue descubierta por el astrónomo William Herschel el 8 de abril de 1784 y fue incluido en el catálogo NGC como NGC 4208. Luego observó la misma galaxia y la enumeró como NGC 4212. El astrónomo John Louis Emil Dreyer llegó a la conclusión de que NGC 4208 era idéntico a NGC 4212. NGC 4212 es miembro del Grupo de Virgo.